# Vasili Rats
Vasili Kárlovich Rats (Fanchikove, Unión Soviética, 25 de marzo de 1961) es un exfutbolista ucraniano de etnia húngara. Internacional en 47 ocasiones con la selección de fútbol de la Unión Soviética. 
Disputó el mundial de México 1986 con el equipo soviético, siendo titular en 3 encuentros y anotando un gol de gran factura desde fuera del área, en el empate 1-1 ante Francia en primera fase. También participó en el mundial de Italia 90 donde fue titular en un partido.

## Clubes
| Club               | País            | Año         |
| ------------------ | --------------- | ----------- |
| FK Karpaty Lviv    | Unión Soviética | 1979        |
| PFC Nyva Vinnytsia | Unión Soviética | 1980 - 1981 |
| FC Dinamo Kiev     | Unión Soviética | 1981 - 1989 |
| RCD Español        | España          | 1989        |
| FC Dinamo Kiev     | Unión Soviética | 1990        |
| Ferencvárosi TC    | Hungría         | 1991 - 1993 |

## Clubes entrenados
| Club                           | País    | Año  |
| ------------------------------ | ------- | ---- |
| Dinamo de Kiev (2º entrenador) | Ucrania | 2007 |
| Obolon Kiev                    | Ucrania | 2011 |

- Datos: Q551869
- Multimedia: Vasyl Rats / Q551869